# الأمم الأولى (كندا)

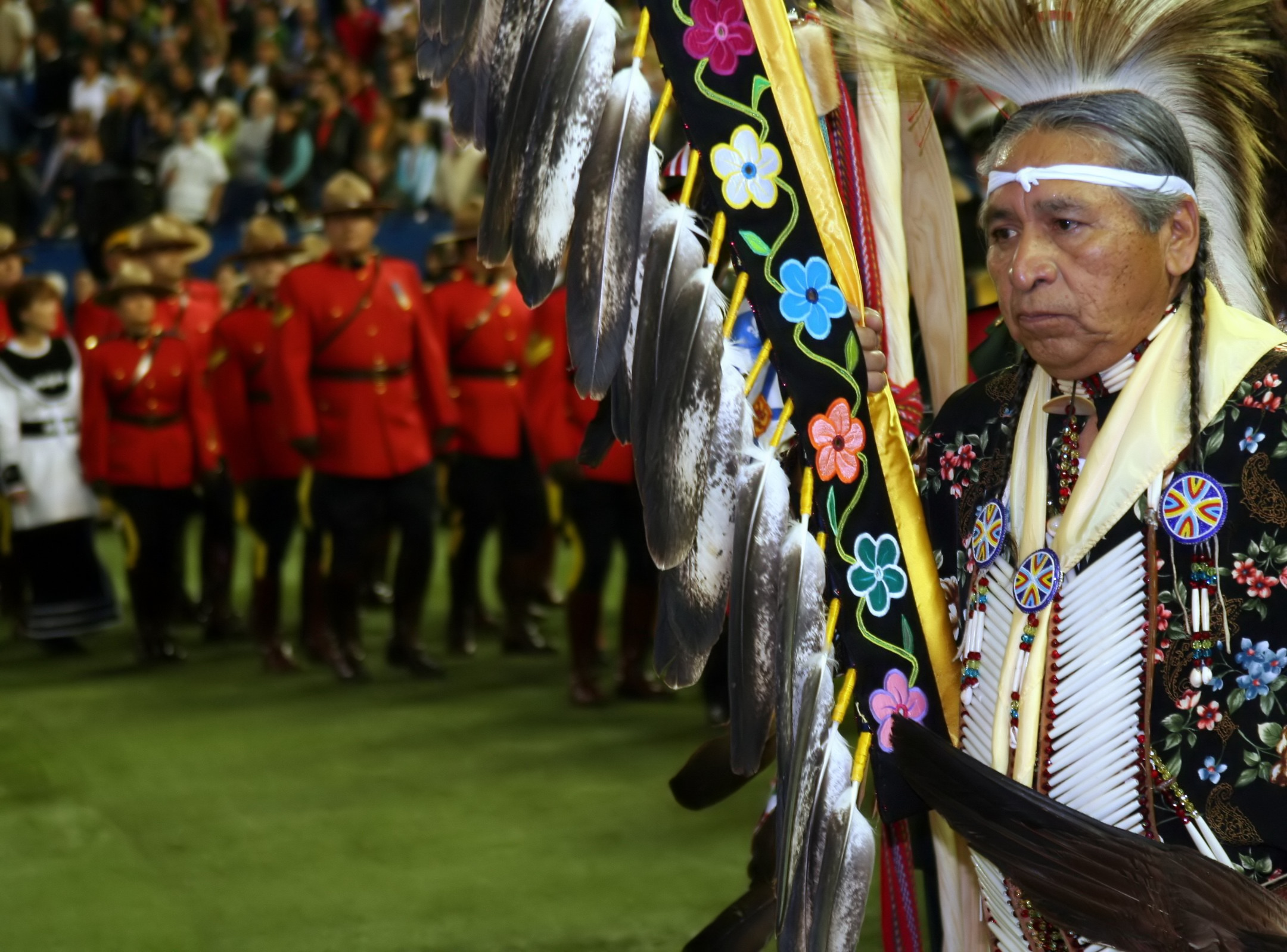
احتفال للأمم الأولى في كندا

الأمم الأولى هو مصطلح عرقي يشير إلى شعوب كندا الأصلية الذين ليسوا من الانويت ولا من عرق الميتي. يوجد حاليا أكثر من 630  من حكومات الأمم الأولى أو الفرق (باندز) منتشرة في جميع أنحاء كندا، ما يقرب من نصفها يعيش في مقاطعتي أونتاريو وكولومبيا البريطانية. ويبلغ مجموع سكانها ما يقرب من 700,000 شخص. بموجب قانون المساواة في العمل الكندي يعتبر الأمم الأولى «مجموعة معينة» جنبا إلى جنب مع النساء والأقليات الظاهرة والأشخاص ذوي الإعاقات الجسدية أو العقلية. إلا أنهم لا يعتبرون من فئة «الأقليات الظاهرة» بموجب تعريف إحصاءات كندا
غالبا ما يستخدم مصطلح الأمم الأولى في صيغة الجمع بشكل عام ليدل على الشعوب الأصلية الأمريكية الشمالية في ما هو الآن كندا، ما عدا سكان الانويت في القطب الشمالي، والشعوب من المختلطة بأصل أوروبي والتي الميتي. ويسمى الفرد، بناء على مبداء التسييس الثقافي، ب«شخص الأمم الأولى» (وبحسب الجنس، يسمى «رجل الأمم الأولى» أو «امرأة الأمم الأولى»). وهناك اتجاه متزايد لأعضاء الأمم المختلفة بالإشارة إلى أنفسهم من خلال اسم القبيلة تعبيرا لتمايز أعراق الأمم الأولى المختلفة.

## تاريخ الأمم
قامت شعوب الأمم الأولى بتسوية الطرق التجارية عبر ما يُعرف الآن باسم كندا بما يتراوح بين 1000 و500 قبل الميلاد. وقد تطورت المجتمعات المحلية في مجالات الثقافة والعادات إذ كان تميز كل مجتمع منها بطابع خاص. استوطنت الشعوب الناطقة باللغات الأتاباسكانية ولغات السلافي في الشمال الغربي، إلى جانب الشعوب الناطقة باللغة التاتوانية والتيلنكية. وعلى طول ساحل المحيط الهادئ، استوطنت شعوب الهيدا والساليش والكواكوتل والنوتكا والنيشغا والغيتكسان. وفي السهول شعوب البلاكفوت والكايناي والسارسية والبيكاني الشمالية. وفي الغابات الشمالية شعوب الكري والشيبيوان. وحول البحيرات العظمى، قطنت شعوب الأنيشينابه والألغونكوين والإيراكوي والواياندوت. وعلى طول ساحل المحيط الأطلسي، شعوب البيوثوك والماليسيت والإينو والأبيناكي والميغماك.
تقطن الشعوب التابعة لولايات بلاكفوت المتحدة في السهول الكبرى في ولاية مونتانا والمقاطعات والأقاليم الكندية في ألبرتا وكولومبيا البريطانية وساسكاتشوان. جاء اسم «بلاكفوت» من لون الأحذية الجلدية التي يرتدونها والمعروفة باسم أحذية موكوسين (وهي أحذية بدون كعب). إذ صبغوا أو قاموا بطلاء قعر أحذيتهم باللون الأسود. يُحكى أيضًا بأن شعوب البلاكفوت مشوا فوق رماد حرائق البراري والمراعي، والتي بدورها لوّنت قعر أحذيتهم بالأسود. كانوا قد هاجروا إلى السهول العظمى من منطقة بلاتو. ومن المحتمل بأن شعوب البلاكفوت قد عاشوا في موطنهم الأصلي منذ نهاية العصر الحديث الأقرب منذ 11,000 سنة. على مدى آلاف السنين، تمكنوا من التأقلم مع الحياة البرية إذ سكنوا في البراري وقاموا بتربية قطعان البيسون (الثور الأمريكي) وزراعة التوت والبذور الصالحة للأكل. ومن الناحية التاريخية، لم تسمح هذه الشعوب إلا للتجار الشرعيين بالدخول إلى أراضيها، ولم يُبرموا المعاهدات إلا عندما أُبيدت قطعان البيسون في سبعينيات القرن التاسع عشر.

يُعدّ تاريخ شعوب السكواميش سلسلة من الأحداث الماضية إذ مرّ تاريخهم هذا من خلال التراث الشفهي والتاريخ الحديث للشعوب الأصلية من السكواميش في الساحل الشمالي الغربي للمحيط الهادئ. قبل الاستعمار، سجلوا تاريخهم من خلال التراث الشفهي باعتباره وسيلة لنقل القصص والقانون والمعرفة عبر الأجيال. وقد أُنشئ نظام الكتابة لديهم في سبعينات القرن التاسع عشر باستخدامهم للأبجدية اللاتينية كقاعدة أساسية له. تقع مسؤولية نقل المعرفة التاريخية إلى الجيل التالي على عاتق كبار السن. عاشت هذه الشعوب لآلاف السنين حتى أسطورة الطوفان العظيم. وفي أسطورة أخرى، قيل بأنهم أعادوا إعمار القرى التابعة لمنطقتي تشينكس وتشيكويلب الواقعة في جيبسون. عندما انحسرت مياه الطوفان، ظهر تيسيكانشتن، وهو الرجل الأول من شعب السكواميش، وقام ببناء منزل طويل (وهو نمط من المنازل ذات الغرف الفردية الطويلة والضيقة) في القرية، ثم ظهر رجل آخر يدعى زالوتن على سطح منزله وادّعى بأنه قادم من السماء. وقال بأن هذا الرجل هو شقيقه. ومن هذين الرجلين بدأت شعوب السكواميش بالظهور.

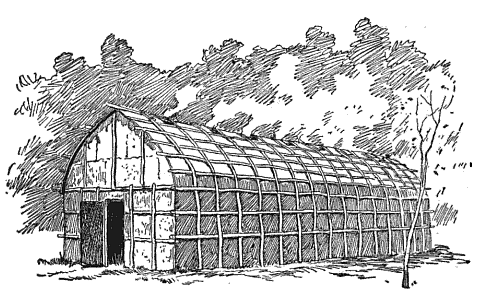
منزل تقليدي عند شعب الايروكوا

امتد تأثير شعوب الايروكوا من شمال نيويورك إلى ما يُعرف الآن بجنوب أونتاريو ومنطقة مونتريال في كيبيك الحديثة. وقد تشكّل الاتحاد الايروكوياني، من التراث الشفهي، منذ حوالي 1142. اهتم هذا الشعب في زراعة الشقيقات الثلاث (الذرة/الفاصولياء/القرع). حصلت شعوب الايروكوا على قوة كبيرة من خلال اتحادهم مع بعضهم. بالتدريج، اعتمد أبناء وأحفاد تلك الشعوب ممارسات زراعية توفر لهم الغذاء من أجل الاستمرار.
كان شعب الأسينيبوين حلفاء مقربين وشركاء تجاريين لشعب الكري، جنبًا إلى جنب في حروبهم ضد قبيلة أتسينا، وفي وقت لاحق ضد شعوب البلاكفوت. باعتبارهم سكان السهول، لم يذهبوا إلى الشمال لأبعد من نهر ساسكاتشيوان الشمالي وكانوا يبتاعون الكثير من السلع التجارية الأوروبية عن طريق شركة خليج هدسون. اتخّذ أسلوب حياتهم طابعًا شبه بدوي إذ كانوا يتبعون قطعان البيسون خلال الأشهر الأكثر دفئًا. وقد تشاركوا علاقات تجارية مع التجار الأوروبيين، وعملوا مع العديد من القبائل مثل ماندان، وهيداتسا، وأريكارا.
في أوائل التاريخ الشفوي، عُرف شعب الايروكوا بقدومه من منطقة ساحل الأطلسي. وإلى جانب قبائل الألغونكوين الأخرى، وصلوا إلى «محطة التوقف الأولى» بالقرب من مونتريال. في حين واصلت قبائل الألغونكوين رحلتها إلى نهر سانت لورانس، واستقرت على طول نهر كيتشيسيبي (نهر أوتاوا)، وهو طريق عام هام للتجارة والتبادل الثقافي والنقل. ولكن لم تُحدد الهوية الألغونكوينية إلا بعد انقسامهم في «محطة التوقف الثالثة» التي قُدّرت بنحو ألفي عام بالقرب من مدينة ديترويت في الوقت الحاضر.
وفقًا لتقاليدهم، ومن التسجيلات التاريخية في وييغواساباك (الطومار: الصحيفة أو الكتاب)، فإن شعب الأوجيبوي (شعب ألغونكوين) قد جاء من المناطق الشرقية من أمريكا الشمالية أو جزيرة السلاحف (بحسب أسطورة الخلق عند الهنود الحمر) أو من على طول الساحل الشرقي. عملوا بالتجارة على نطاق واسع عبر القارة لآلاف السنين وكانوا يعلمون بجميع مسارات الزوارق إلى الغرب وطريق بري يصل إلى الساحل الغربي. ووفقًا للتاريخ الشفوي، ظهر ما يُدعى النبوءات السبعة: الميغيس (أو النيران السبعة: كما أطلق عليهم شعوب المنطقة آنذاك) في منطقة واباناكينج لتعليمهم الديانة والقيم الروحية. أحد هؤلاء الأنبياء كان بالغ القوة وقام بقتل الشعوب في منطقة واباناكينج عندما كانوا يأتون إليه. في حين بقي الأنبياء الستة الآخرون يقومون بتعليمهم بينما عاد الأخير إلى المحيط. وبعد ذلك أنشأ الأنبياء الستة نظامًا عشائريًا لشعوب المنطقة الشرقية. ومن أبرز العشائر: واوازيشي (الثور البني)، باسوينازي (صانعي الصدى: طيور الكركية)، آنانوين (طائر البلبول الشمالي)، نوكي (العطاء: الدب)، موزونزي (الموظ الصغير). ولو لم تعد النبوءات السبعة إلى المحيط، لكانوا أسسّوا عشيرة طائر الرعد (أسطورة).
شعب النوتكا: هم إحدى الشعوب الأصلية في الساحل الشمالي الغربي للمحيط الهادئ. ويستخدم مصطلح «Nuu-chah-nulth» لوصف خمسة عشرة دولة مستقلة، مثل تي أو كي آهت، وإيهاتيست وهيسكيست في شمال غرب المحيط الهادئ على الساحل الغربي لجزيرة فانكوفر. في وقت مبكر، كان عدد تلك الدول أكبر بكثير، ولكن تفشّي مرض الجدري إلى جانب العديد من المشاكل الأخرى أدّى إلى اختفاء مجموعات كبيرة منهم واستحضار آخرين من قبائل مجاورة. تتمثل شعوب النوتكا بأنها مزيج من ارتباط قبائل كواكا وهايسلا وديتيداهيت، كما تُعتبر لغتهم جزء من مجموعة لغة واكاشان.
في عام 1999، قدّم اكتشاف جثة كوداي دينزشي معلومات هامة لعلماء الآثار عن الحياة القبلية الأصلية لهم قبل اتصالهم بأوروبا. إذ يعني هذا الاسم (الشخص الموجود في توتشون الجنوبية منذ زمن بعيد)، أو رجل الثلج الكندي، وهو جثة مومياء محفوظة طبيعيًا عُثر عليها في حقول أتشينشيني أسيك الإقليمية في كولومبيا البريطانية، من قِبَل مجموعة من الصيادين. أظهرت نتائج الكربون المشع أنه كان شخصًا من الأمم الأولى ما بين 1450 و1700 قبل الميلاد. وقد أظهر الفحص الجيني أنه كان فردًا من قبائل الأمم الأولى الشامباين والآيشكيك. تقوم القبائل المحلية بإقامة حفل تذكاري (بوتلاش) يوزعون فيه الخيرات والهبات تكريمًا لزعيمهم كوداي دينزشي.